# Órfhlaith Begley
Órfhlaith Begley (née le 19 décembre 1991 à Carrickmore, dans le comté de Tyrone est une femme politique nord-irlandaise du Sinn Féin.

## Biographie
Elle est députée de la circonscription parlementaire de West Tyrone, après avoir remporté le siège aux élections partielles du 3 mai 2018. Begley ne siège pas à la Chambre des communes, comme tous les autres députés du Sinn Féin.
Elle a toujours eu un intérêt pour la politique et elle obtient un diplôme en droit et politique de la Université Queen's de Belfast. Elle poursuit ensuite ses études à Queen's et étudie à l’Institut d’études juridiques et professionnelles, où elle obtient son diplôme de solicitor.
Avant d'être élue, elle travaille comme avocate générale en droit civil et pénal. Elle est une défenseuse des droits de l'homme.